# Idaea urcitana
Idaea urcitana is een vlinder uit de familie spanners (Geometridae). De wetenschappelijke naam is voor het eerst geldig gepubliceerd in 1952 door Agenjo.
De soort komt voor in Europa.